# Cyanomitra
Cyanomitra là một chi chim trong họ Nectariniidae.